# Orsaken
Orsaken. En antydan (Die Ursache. Eine Andeutung) är en självbiografisk roman av den österrikiske författaren Thomas Bernhard som ursprungligen gavs ut på tyska 1975 och i svensk översättning av Susanne Widén 1986. Romanen utspelar sig under Bernhards tid på internatskola i Salzburg under andra världskriget, och inleder den självbiografiska romansvit om fem romaner som 2011 gavs ut med samlingstiteln Självbiografierna. De övriga romanerna i serien är Källaren, Andhämtningen, Kylan och Ett barn.
Romanen bär tydliga drag av Bernhards typiska naivistiska och drastiska, och ofta kontroversiella, stil, med beskrivningar som "människofientliga arkitektoniskt-ärkebiskopligt-avtrubbat-nationalsocialistiskt-katolska dödsbringande mark". Bilden han målar upp av Salzburg är väldigt mörk. Martin konstaterar att även om det ligger en del i anklagelserna, bottnar mycket av det i rationaliseringar av en adolescent Bernhards egna problem i sin relation till sin mor och morfar.

## Första sidan
| ”                               | I denna stad befolkad av två människoarter, nämligen krämare och deras offer, är den kunskapsförvärvande och studerande gossen i stånd att leva endast på det smärtsamma sätt vilken person som helst skulle finna störande och med tiden förstörande, likväl är just detta lömskt-dödliga sätt mycket ofta det enda möjliga. Å ena sidan beror det på de extrema väderleksförhållanden som oupphörligen irriterar och enerverar människorna där eller i vilket fall som helst alltid gör dem sjuka, å andra sidan på salzburgarkitekturens alltmer förödande inverkan på människors sinnesstämning under rådande väderleksförhållanden, det för alla dessa beklagansvärda människor medvetet eller omedvetet men i medicinsk mening alltid skadliga, följdriktigt på huvud och kropp och på hela denna åt naturförhållandena fullkomligt utlämnande varelse tryckande alpklimat som med otrolig hänsynslöshet oavbrutet producerar irriterande och enerverande och sjukdomsframkallande och förnedrande och förolämpande och med oerhörd simpelhet och nedrighet begåvade invånare, i sin tur oavbrutet frambringande infödda eller inflyttade salzburgare, vilka mellan dessa - av den kunskapsförvärvande och studerande gosse jag själv var i denna stad för trettio år sedan, av förkärlek älskade men av erfarenhet hatade - kalla och våta murar bestående av deras egna bornerade egensinnigheter, galenskaper och idiotier driver sina brutala affärer, grips av melankoli och utgör en aldrig sinande inkomstkälla för alla möjliga och omöjliga läkare och begravningsentreprenörer. | „ |
| – Romanens två första meningar. | |   |